# Rieka (přítok Popradu)
Rieka je potok protékající územím okresu Stará Ľubovňa, je to levostranný přítok Popradu o délce 7,5 km.
Pramení v Spišské Maguře, v podcelku Veterný vrch, na východních svazích Veterného vrchu (1 101,2 m n. m.) v nadmořské výšce cca 930 m. Teče víceméně severojižním směrem přes obec Vyšné Ružbachy, tady zprava přitéká Zálažný potok. Pak protéká obcí Nižné Ružbachy, kde se esovitě stáčí a v prostoru Ružbašské brány ústí do Popradu v nadmořské výšce přibližně 550 m.